# Fußball-Regionalliga Nord
Die Fußball-Regionalliga Nord der Männer ist eine von fünf (seit 2012/13) Regionalligen im Ligasystem in Deutschland und derzeit die vierthöchste Spielklasse. Sie wird vom Norddeutschen Fußballverband (NFV) ausgetragen. Der Meister war bis 2018/19 für Qualifikationsspiele zur 3. Liga qualifiziert. In der Saison 2019/20 stieg der Meister der Regionalliga Nord direkt in die 3. Liga auf.
Insgesamt gibt es im Regelfall drei Absteiger und drei Aufsteiger aus den Oberligen, wobei der Meister aus der Oberliga Niedersachsen direkt aufsteigt. Zwei weitere Aufsteiger werden in einer Ausscheidungsrunde, an der die anderen drei Meister (Hamburg, Schleswig-Holstein, Bremen) und bis 2017/18 oder seit 2024/25 der Vizemeister aus Niedersachsen teilnahmen, ermittelt. Ab der Saison 2018/19 bis 2023/24 bestritt der Viertletzte (Regelfall) zwei Relegationsspiele gegen den Vizemeister aus der Oberliga Niedersachsen. Falls aus der 3. Liga Mannschaften in die Regionalliga Nord absteigen, erhöht sich auch die Zahl der Absteiger aus der Regionalliga Nord in die Oberligen.
Für 2021/22 bestanden Sonderbestimmungen. Von den 21 Vereinen stiegen fünf ab, die Relegationsspiele entfielen, da der Niedersachsen-Zweite an der o. g. Ausscheidungsrunde teilnahm. Gespielt wurde, wie schon in der abgebrochenen Vorsaison, zunächst in zwei Staffeln (Nord und Süd), bevor im zweiten Teil der Saison eine Zusammenführung und Neuaufteilung in eine Auf- und eine Abstiegsrunde stattfand.

## Gründungsmitglieder
| als zweithöchste Spielklasse in der Saison 1963/64 |
| -------------------------------------------------- |
| FC St. Pauli                                       |
| Hannover 96                                        |
| SV Arminia Hannover                                |
| Altonaer FC von 1893                               |
| Holstein Kiel                                      |
| VfL Osnabrück                                      |
| VfB Oldenburg                                      |
| ASV Bergedorf 85                                   |
| VfL Wolfsburg                                      |
| VfR Neumünster                                     |
| SC Victoria Hamburg                                |
| Bremerhaven 93                                     |
| VfV Hildesheim                                     |
| VfB Lübeck                                         |
| SV Friedrichsort                                   |
| SC Concordia von 1907                              |
| VfL Oldenburg                                      |
| HSV Barmbek-Uhlenhorst                             |

| als dritthöchste Spielklasse in der Saison 1994/95 |
| -------------------------------------------------- |
| VfB Lübeck                                         |
| VfL Osnabrück                                      |
| VfL Herzlake                                       |
| Kickers Emden                                      |
| VfB Oldenburg                                      |
| Eintracht Braunschweig                             |
| Werder Bremen II                                   |
| Lüneburger SK                                      |
| SV Wilhelmshaven                                   |
| SV Lurup                                           |
| Holstein Kiel                                      |
| VfL 93 Hamburg                                     |
| TuS Celle FC                                       |
| Hamburger SV II                                    |
| SC Concordia von 1907                              |
| 1. SC Göttingen 05                                 |
| FC Bremerhaven                                     |
| TuS Hoisdorf                                       |

| als vierthöchste Spielklasse in der Saison 2008/09 |
| -------------------------------------------------- |
| Holstein Kiel                                      |
| Hallescher FC                                      |
| SV Babelsberg 03                                   |
| 1. FC Magdeburg                                    |
| VfL Wolfsburg II                                   |
| Hannover 96 II                                     |
| Chemnitzer FC                                      |
| VfB Lübeck                                         |
| FC Oberneuland                                     |
| Hansa Rostock II                                   |
| SV Wilhelmshaven                                   |
| Hertha BSC II                                      |
| Hamburger SV II                                    |
| VFC Plauen                                         |
| Türkiyemspor Berlin                                |
| Altonaer FC von 1893                               |
| FC Sachsen Leipzig                                 |
| Energie Cottbus II                                 |

## Spielzeiten der Regionalliga Nord

### Zweitklassige Regionalliga in 5 Staffeln (1963–1974)

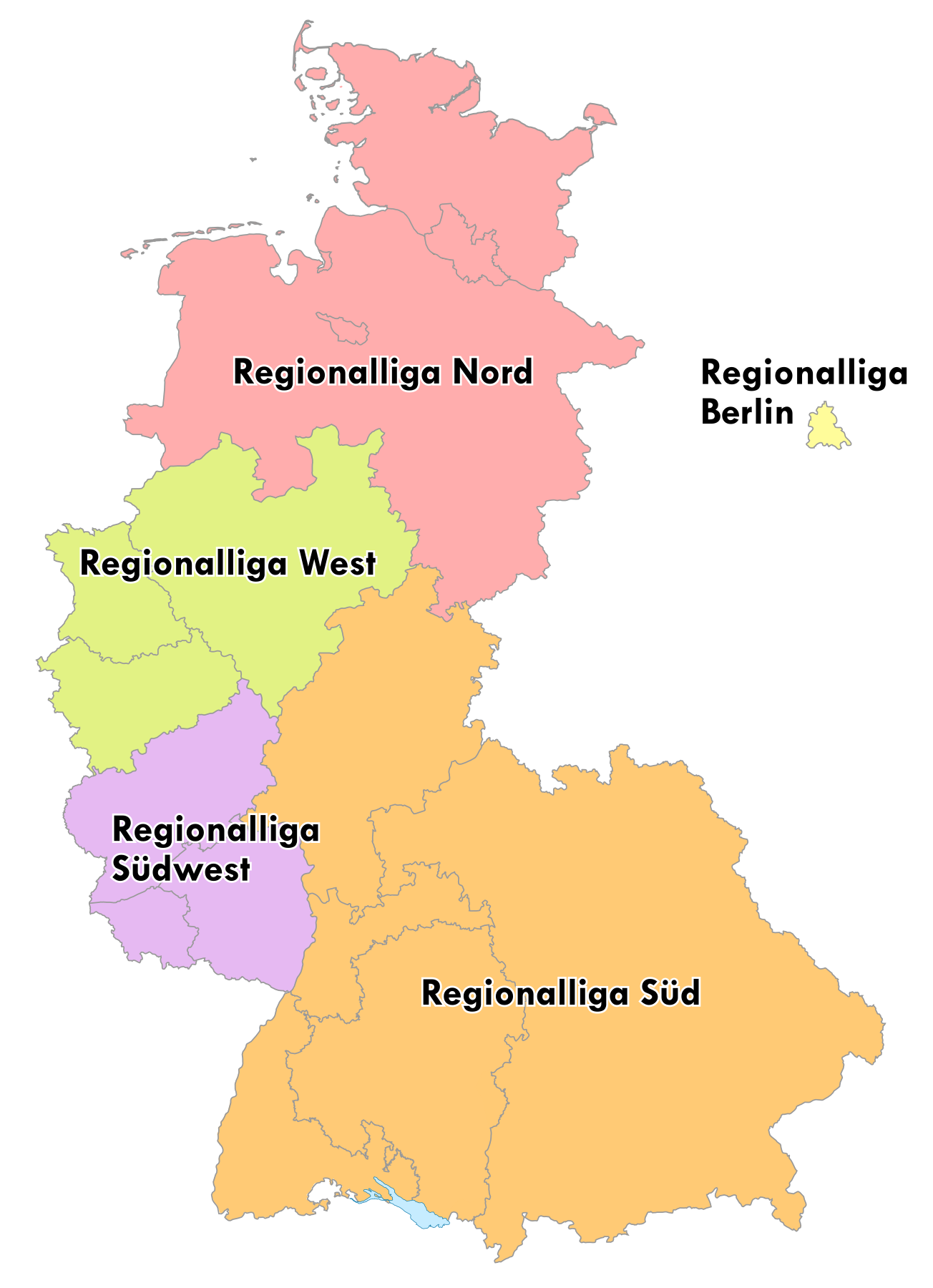
5 Regionalliga-Staffeln von 1963 bis 1974

Von 1963/64 bis 1973/74 war die Regionalliga Nord neben den Regionalligen West, Berlin, Südwest und Süd eine von insgesamt fünf zweithöchsten Spielklassen unter der Bundesliga. Sie umfasste damals die Landesverbände Niedersachsen, Bremen, Hamburg und Schleswig-Holstein. Der Meister und der Vizemeister nahmen an der Aufstiegsrunde zur Bundesliga teil. Vorgängerin im selben Gebiet von 1947 bis 1963 war die erstklassige Oberliga Nord.

### Drittklassige Regionalliga in 4 Staffeln (1994–2000)

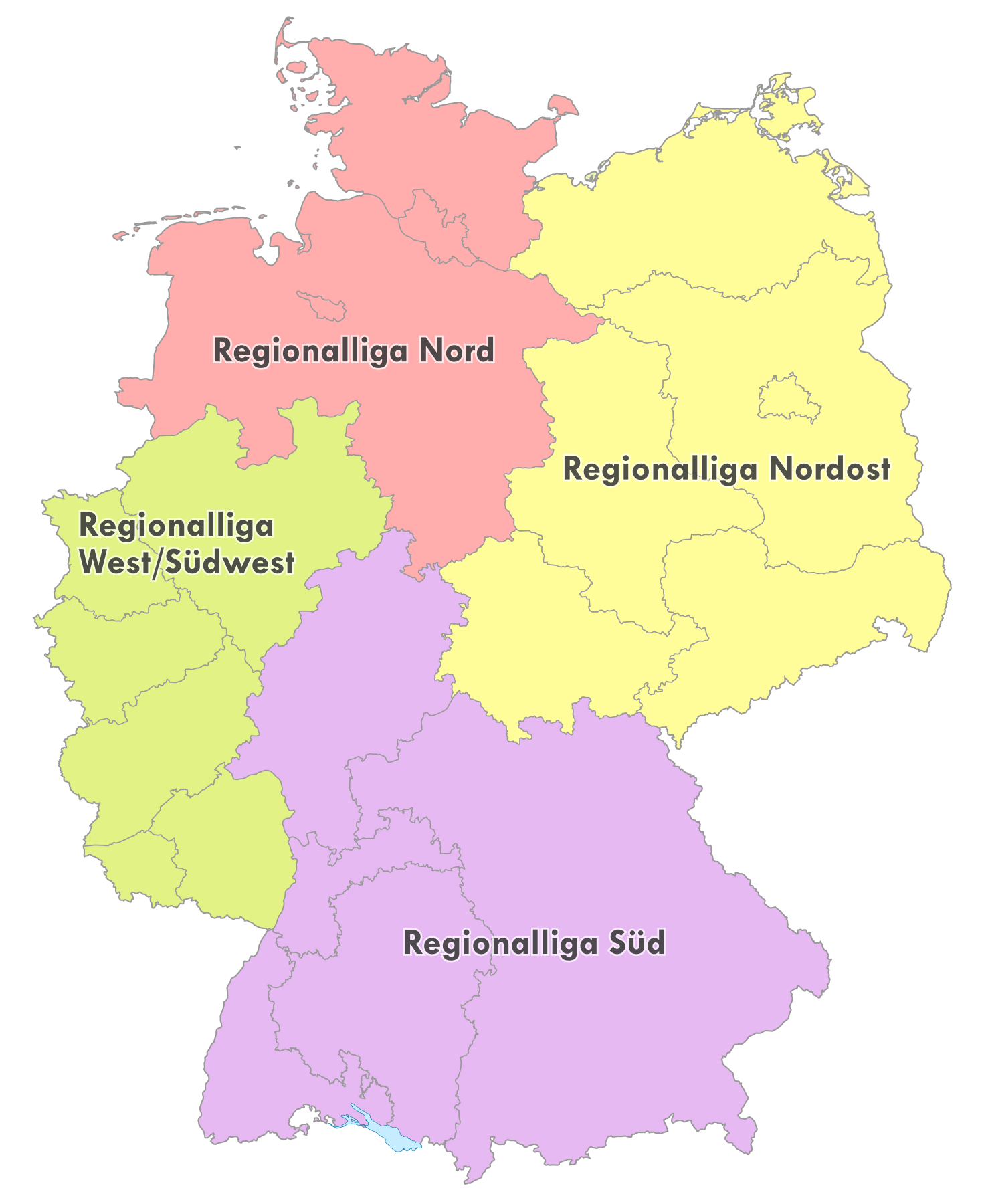
4 Regionalliga-Staffeln von 1994 bis 2000

Nach der Einführung der 2. Bundesliga zur Saison 1974/75 wurde die Regionalliga Nord in dieser Form abgeschafft. 20 Jahre später, zur Saison 1994/95, wurde sie als drittklassige Regionalliga zusammen mit den Staffeln Nordost, West/Südwest und Süd wieder eingeführt und löste damit die Oberliga als dritthöchste Liga ab. Auch hier umfasste sie dieselben Landesverbände wie von 1963/64–1973/74.
Ursprünglich sollte die Regionalliga nur dreigleisig in Nord/Nordost, West/Südwest und Süd unterteilt sein. Da die Vereine aus dem Norden und Nordosten Deutschlands flächenmäßig fast die Hälfte des deutschen Bundesgebietes ausmachten, legten die jeweiligen Regionalverbände Einspruch gegen eine gemeinsame Staffel ein. Im ersten Jahr wurde die Einteilung von zwei Staffeln Nord und Nordost übergangsweise vom DFB genehmigt. Der Meister stieg in dieser ersten Saison 1994/95 direkt auf, der Vizemeister spielte um die Deutsche Amateurmeisterschaft mit. Ab dem zweiten Jahr, also der Saison 1995/96, wurde als Auflage für eine dauerhafte Teilung der beiden Staffeln festgelegt, dass der Meister der Regionalliga Nord in einem Relegationsspiel gegen den Meister aus dem Nordosten um den Aufstieg in die 2. Bundesliga spielt. Nur der Verlierer des Spiels nahm ab dieser Saison noch an der Deutschen Amateurmeisterschaft teil. Nach zahlreichen Protesten der betroffenen Verbände über die Ungerechtigkeit der Aufstiegsregel, wurde dem Verlierer der Relegationsspiele ab der Saison 1997/98 eine zweite Chance auf den Aufstieg gewährt, indem der Sieger der Amateurmeisterschaft ebenfalls in die 2. Bundesliga aufstieg. Gegner waren hierbei die Zweitplatzierten der West/Südwest- und Südstaffel. Diese Aufstiegsmöglichkeit wurde auch in den Saisons 1998/99 und 1999/2000 angeboten, sie wurde in jenen Jahren jedoch nicht mehr als Amateurmeisterschaft, sondern als Aufstiegsrunde bezeichnet.

### Drittklassige Regionalliga in 2 Staffeln (2000–2008)

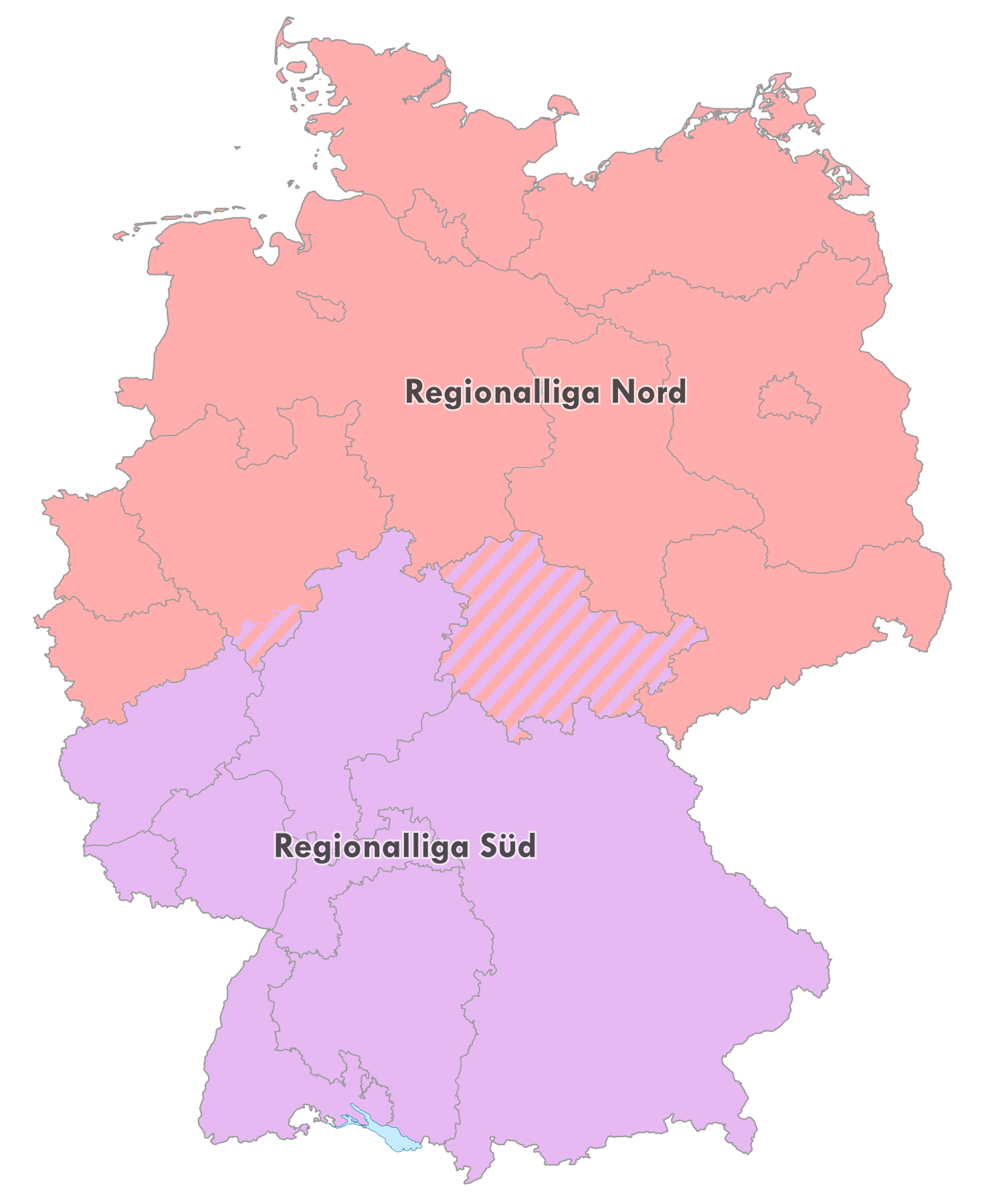
2 Regionalliga-Staffeln von 2000 bis 2008

Zur Saison 2000/01 wurden die vier Regionalligen zu zwei Staffeln (Regionalliga Nord und Süd) zusammengefasst. Neben den bisherigen Landesverbänden umfasste das Gebiet der Regionalliga Nord nun auch die des Westens (Nordrhein-Westfalen) sowie Berlin und die Landesverbände der ehemaligen DDR (Mecklenburg-Vorpommern, Brandenburg, Sachsen, Sachsen-Anhalt und Thüringen). Jedoch kam es vor, dass Vereine, die eigentlich im Norden hätten antreten müssen, zwecks Vermeidung einer gleitenden Skala bei Ab- und Aufstieg in der Regionalliga Süd spielten (FC Rot-Weiß Erfurt 2000/01–2003/04, FC Carl Zeiss Jena 2002/03 und Sportfreunde Siegen 2000/01–2004/05 und 2006/07–2007/08; sowohl Erfurt als auch Jena spielten erst später in der Regionalliga Nord). Es stiegen jeweils Meister und Vizemeister in die 2. Liga auf.

### Viertklassige Regionalliga in 3 Staffeln (2008–2012)

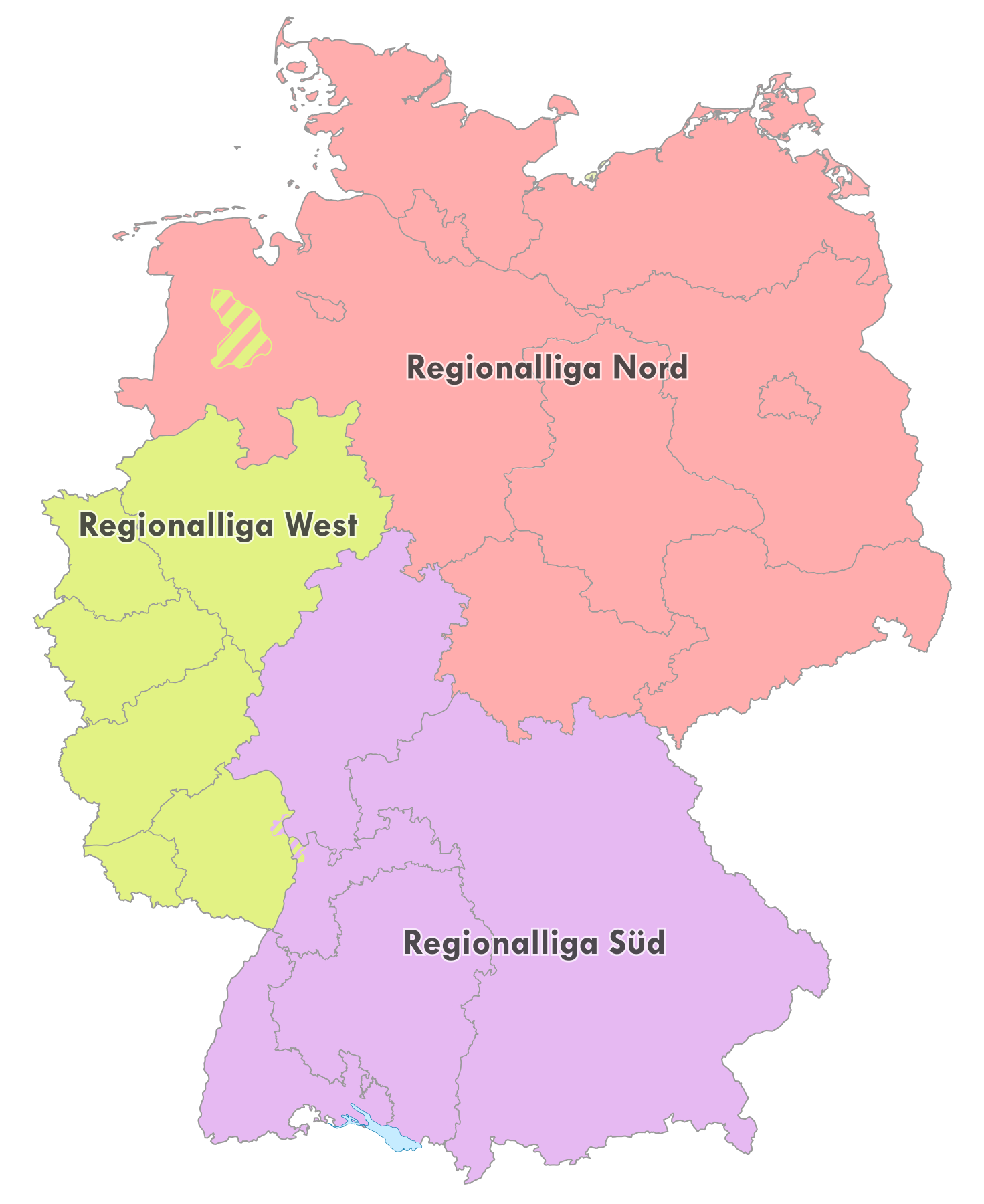
3 Regionalliga-Staffeln von 2008 bis 2012

Mit der Einführung der 3. Liga wurde die Regionalliga ab der Saison 2008/09 in drei Staffeln ausgespielt (Regionalliga Nord, West und Süd). Sie war nun nur noch viertklassig. Aus dem Einzugsbereich der Regionalliga Nord wurde dabei Nordrhein-Westfalen gestrichen. Der Meister der Regionalliga Nord stieg direkt in die 3. Liga auf. Jedoch wurde in der Saison 2008/09 der Verein BV Cloppenburg, der eigentlich im Norden hätte spielen müssen, in die Weststaffel eingegliedert; Hintergrund war, dass in allen drei Staffeln nur jeweils 18 Vereine spielen sollten.

### Viertklassige Regionalliga in 5 Staffeln (seit 2012)

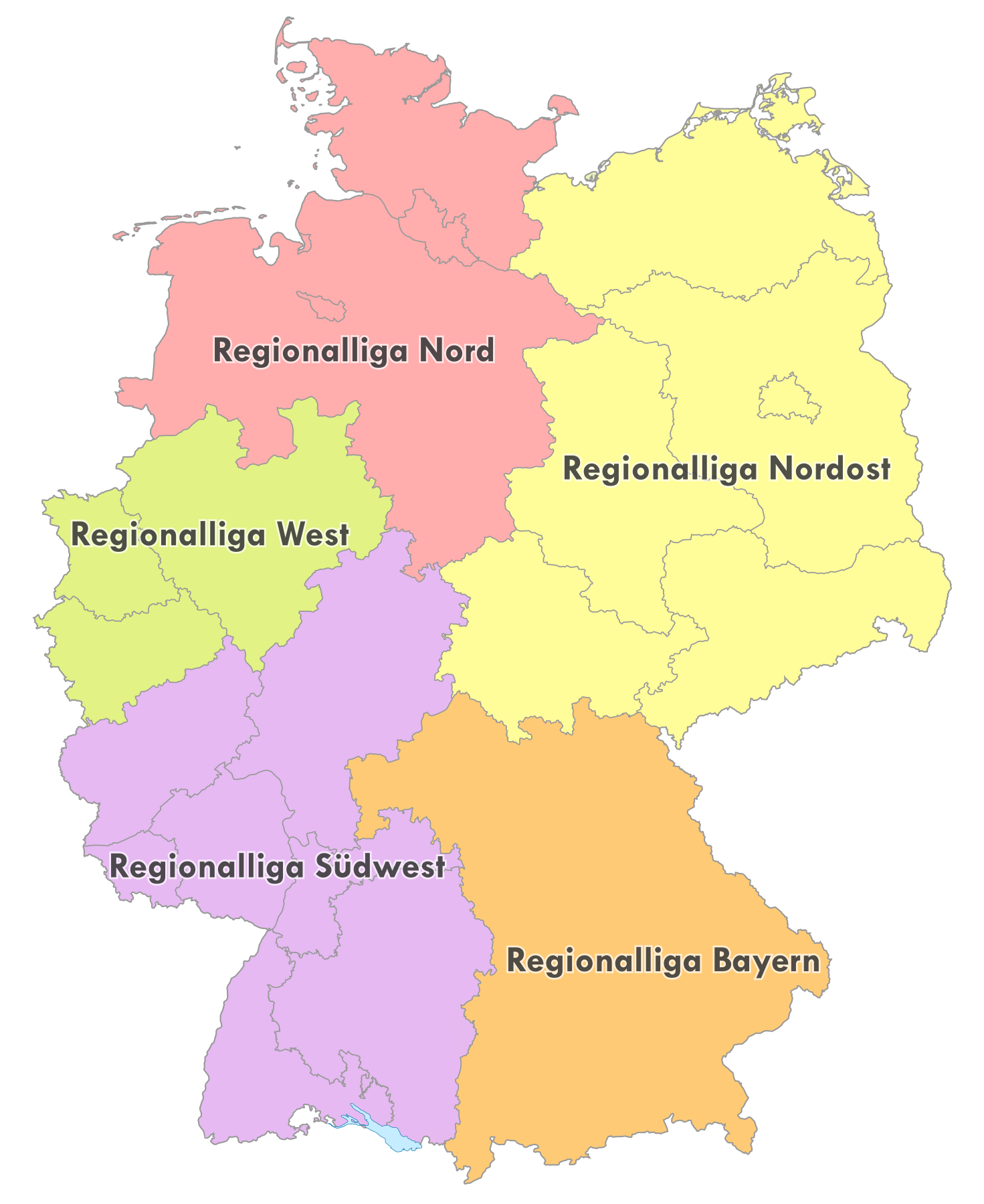
5 Regionalliga-Staffeln seit 2012

Mit der Regionalligareform 2012 wurde die Regionalliga in fünf Staffeln aufgeteilt (Regionalliga Nord, Nordost, West, Südwest und Bayern). Die Meister der Regionalliga Nord stiegen nun nicht mehr direkt auf, sondern mussten sich über eine Aufstiegsrunde mit den anderen Meistern der Regionalligen (und dem Zweitplatzierten der Regionalliga Südwest) für die 3. Liga qualifizieren. Zur Saison 2018/2019 wurde dieser Modus erneut geändert. Der Meister der Regionalliga steigt nun alle drei Jahre direkt auf und muss sich in den beiden Zwischenjahren rotierend gegen den Meister der Regionalliga Bayern oder der Regionalliga Nordost qualifizieren, während die Meister der Regionalligen West und Südwest direkt aufsteigen.

## Meister und Vizemeister der Regionalliga Nord
| Jahr                          | Meister                | Vizemeister            |
| ----------------------------- | ---------------------- | ---------------------- |
| Regionalliga Nord (1963–1974) |                        |                        |
| 1964                          | FC St. Pauli           | Hannover 96            |
| 1965                          | Holstein Kiel          | FC St. Pauli           |
| 1966                          | FC St. Pauli           | 1. SC Göttingen 05     |
| 1967                          | SV Arminia Hannover    | 1. SC Göttingen 05     |
| 1968                          | SV Arminia Hannover    | 1. SC Göttingen 05     |
| 1969                          | VfL Osnabrück          | VfB Lübeck             |
| 1970                          | VfL Osnabrück          | VfL Wolfsburg          |
| 1971                          | VfL Osnabrück          | FC St. Pauli           |
| 1972                          | FC St. Pauli           | VfL Osnabrück          |
| 1973                          | FC St. Pauli           | VfL Osnabrück          |
| 1974                          | Eintracht Braunschweig | FC St. Pauli           |
| Regionalliga Nord (1994–2000) |                        |                        |
| 1995                          | VfB Lübeck             | VfL Osnabrück          |
| 1996                          | VfB Oldenburg          | Eintracht Braunschweig |
| 1997                          | Hannover 96            | Eintracht Braunschweig |
| 1998                          | Hannover 96            | Eintracht Braunschweig |
| 1999                          | VfL Osnabrück          | VfB Lübeck             |
| 2000                          | VfL Osnabrück          | VfB Lübeck             |
| Regionalliga Nord (2000–2008) |                        |                        |
| 2001                          | 1. FC Union Berlin     | SV Babelsberg 03       |
| 2002                          | VfB Lübeck             | Eintracht Braunschweig |
| 2003                          | FC Erzgebirge Aue      | VfL Osnabrück          |
| 2004                          | Rot-Weiss Essen        | Dynamo Dresden         |
| 2005                          | Eintracht Braunschweig | SC Paderborn 07        |
| 2006                          | Rot-Weiss Essen        | FC Carl Zeiss Jena     |
| 2007                          | FC St. Pauli           | VfL Osnabrück          |
| 2008                          | Rot Weiss Ahlen        | Rot-Weiß Oberhausen    |
| Regionalliga Nord (2008–2012) |                        |                        |
| 2009                          | Holstein Kiel          | Hallescher FC          |
| 2010                          | SV Babelsberg 03       | VfL Wolfsburg II       |
| 2011                          | Chemnitzer FC          | VfL Wolfsburg II       |
| 2012                          | Hallescher FC          | Holstein Kiel          |
| Regionalliga Nord (seit 2012) |                        |                        |
| 2013                          | Holstein Kiel          | TSV Havelse            |
| 2014                          | VfL Wolfsburg II       | Werder Bremen II       |
| 2015                          | Werder Bremen II       | VfL Wolfsburg II       |
| 2016                          | VfL Wolfsburg II       | VfB Oldenburg          |
| 2017                          | SV Meppen              | ETSV Weiche Flensburg  |
| 2018                          | SC Weiche Flensburg 08 | Hamburger SV II        |
| 2019                          | VfL Wolfsburg II       | VfB Lübeck             |
| 2020                          | VfB Lübeck             | VfL Wolfsburg II       |
| 2021                          | keiner                 | keiner                 |
| 2022                          | VfB Oldenburg          | SC Weiche Flensburg 08 |
| 2023                          | VfB Lübeck             | Hamburger SV II        |
| 2024                          | Hannover 96 II         | SV Meppen              |
| 2025                          | TSV Havelse            | Kickers Emden          |

## Rekordmeister der Regionalliga Nord
| Rang | Verein                 | Meisterschaften |
| ---- | ---------------------- | --------------- |
| 1    | FC St. Pauli           | 5               |
| 1    | VfL Osnabrück          | 5               |
| 3    | VfB Lübeck             | 4               |
| 4    | Holstein Kiel          | 3               |
| 5    | Rot-Weiss Essen        | 2               |
| 5    | Hannover 96            | 2               |
| 5    | Eintracht Braunschweig | 2               |
| 5    | SV Arminia Hannover    | 2               |
| 5    | VfL Wolfsburg II       | 2               |
| 10   | VfB Oldenburg          | 1               |
| 10   | Hallescher FC          | 1               |
| 10   | Chemnitzer FC          | 1               |
| 10   | FC Erzgebirge Aue      | 1               |
| 10   | 1. FC Union Berlin     | 1               |
| 10   | Rot Weiss Ahlen        | 1               |
| 10   | SV Babelsberg 03       | 1               |
| 10   | Werder Bremen II       | 1               |
| 10   | SV Meppen              | 1               |
| 10   | SC Weiche Flensburg 08 | 1               |
| 10   | Hannover 96 II         | 1               |
| 10   | TSV Havelse            | 1               |